# Libertalia
Pour les articles homonymes, voir Libertalia (homonymie).
autour de 1700
Libertalia est une république pirate abolitionniste, égalitaire et pacifique qui aurait été fondée au tournant du XVIIIe siècle dans le nord de l'île de Madagascar. Son histoire est narrée dans deux chapitres du second volume de l'Histoire générale des pirates (A General History of the Robberies and Murders of the Most Notorious Pyrates), publié à Londres en 1728 par un certain capitaine Charles Johnson, possible pseudonyme de Daniel Defoe. Bien qu'il ne subsiste aucune autre trace de cette république utopique et que les historiens s'accordent sur son inexistence, Libertalia fait l'objet d'un véritable mythe depuis la fin du XIXe siècle.

## Présentation du récit

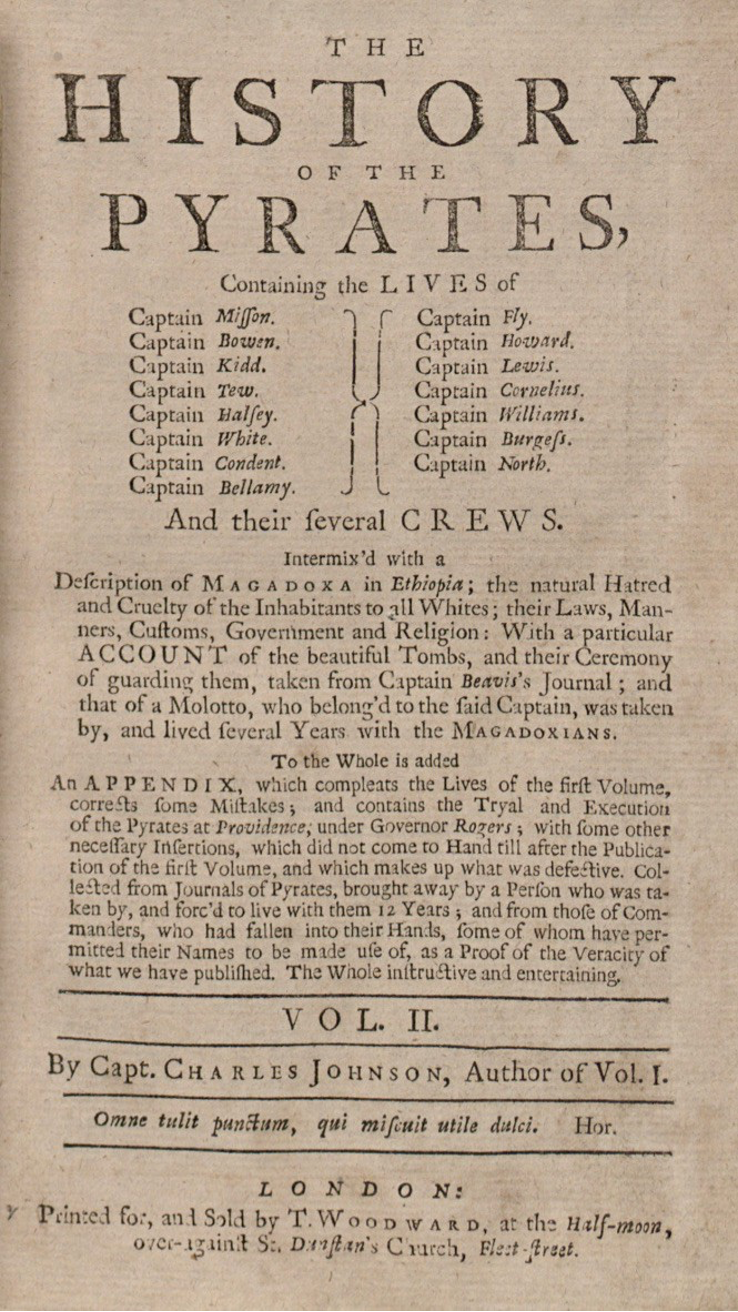
Couverture du second volume de lHistoire générale des pirates (1728).

L'existence supposée de la république pirate de Libertalia repose sur deux chapitres du second volume de l'Histoire générale des pirates (A General History of the Robberies and Murders of the Most Notorious Pyrates). Publié à Londres en 1728 par un certain capitaine Charles Johnson, probable pseudonyme de Daniel Defoe, cet ouvrage fait suite à un volume antérieur, publié en 1724, considéré par les historiens comme la principale source d'informations sur l'âge d'or de la piraterie européenne (années 1680-1730). Pour autant, contrairement au reste de l'œuvre, rien ne laisse à penser que les deux chapitres constituant le récit - "À propos du capitaine Misson" ("Of Captain Misson") et "À propos du capitaine Tew et de son équipage" ("Of Captain Tew And his Crew") - ne s'appuient sur de véritables faits. Bien que l'auteur affirme tenir ses renseignements sur Libertalia d'un manuscrit, l'existence d'un tel document n'a jamais été attestée. De plus, le nom de Libertalia n'apparaît dans aucun autre document d'époque que ces deux chapitres.

Ce récit du capitaine Charles Johnson, qui ne mentionne aucune date, débute par l'engagement d'un noble provençal, nommé Misson, à bord d'un navire corsaire français, le Victoire. Lors d'une escale à Rome, Misson fait la rencontre d'un prêtre italien défroqué, nommé Caraccioli, qui décide de l'accompagner. Après plusieurs campagnes de course, le Victoire est attaqué près de la Martinique par un vaisseau de guerre anglais. Le capitaine du navire ayant été tué, les survivants de l'équipage du Victoire élisent Misson comme capitaine et Caraccioli comme lieutenant. Afin de faire vivre leurs idéaux, les deux hommes décident alors de naviguer sous un pavillon blanc orné de la devise A Deo a Libertate ("Par Dieu et la liberté"). 
"Voilà comme nous sommes ! Et si le monde nous fait la guerre, comme l'expérience peut nous le laisser penser, alors la loi naturelle ne nous donne pas seulement licence de nous défendre, mais aussi d'attaquer. Puisque nous ne marchons pas sur les brisées des pirates, qui sont gens dissolus, sans foi ni loi, bannissons leurs couleurs ! Notre cause est brave, juste, innocente et noble, car elle se nomme liberté. Je suggère donc un drapeau blanc orné en sa pointe d'une Liberté et, si vous en êtes d'accord, cette devise : A Deo a Libertate - par Dieu et par la liberté. Cet emblème témoignera de notre rigueur et de notre résolution."
Ils décident ensuite de faire route vers l'océan Indien et prennent pour principe d'épargner leurs prisonniers ou de libérer tous les esclaves qu'ils croisent. 
Pour sa part, et il espérait parler au nom de tous ses braves compagnons, s'il s'était affranchi du joug odieux de l'esclavage afin d'affirmer sa propre liberté, ce n'était point pour asservir autrui. Malgré les différences de couleur, de coutumes ou de rites religieux qui distinguaient ces hommes des Européens, ils n'en étaient pas moins l'œuvre du même Être tout-puissant qu'Il avait doués de la même faculté de raison. Voilà pourquoi il entendait les voir traiter en hommes libres (il voulait proscrire à son bord jusqu'au mot d'esclavage).
Après une longue escale aux Comores, où ils participent à plusieurs conflits locaux et épousent des femmes de l'île d'Anjouan, l'équipage de Misson s'installe au nord-ouest de Madagascar pour y fonder une nouvelle ville, nommée Libertalia. Une répartition équitable des richesses et des terres ainsi qu'un strict égalitarisme est instauré entre les hommes. Après avoir libéré des esclaves sur la côte Est de l'Afrique, Misson et Caraccioli font la rencontre à Madagascar d'un autre capitaine pirate, nommé Thomas Tew (le seul personnage du récit dont l'existence est historiquement avérée, qui est mort en 1695). Ce dernier rejoint Libertalia, dont la population et la flotte s'accroissent, malgré l'attaque presque fatale d'une flotte portugaise. Pour prévenir l'apparition de tensions, notamment après le rapt de femmes près des côtes de l'Arabie, les Liberi se dotent d'une constitution et d'un corpus de lois. Un régime démocratique et égalitaire est instauré, avec des instances représentatives et des charges électives. 
Dans le futur, cet accident le prouvait, il conviendrait d'édicter des lois saines et fonder une sorte de gouvernement. On convoqua les deux camps et l'orateur montra, avec la persuasion et la conviction qui étaient les siennes, combien il était nécessaire pour eux de vivre en parfaite unité, puisqu'ils avaient le monde entier pour ennemi. [...] Le lendemain, tout le monde se rassembla et les trois capitaines proposèrent d'instituer une espèce de gouvernement, comme l'exigeait leur sécurité. Où il n'existe pas de lois coercitives, les plus faibles sont toujours les victimes et tout tend nécessairement à la confusion. Les hommes sont les jouets de passions qui leur cachent la justice et les rendent toujours partiaux en faveur de leurs intérêts : il leur fallait soumettre les conflits possibles à des personnes calmes et indépendantes capables d'examiner avec sang-froid et de juger selon la raison et l'équité ; ils avaient en vue un régime démocratique : quand le peuple édicte et juge à la fois ses propres lois, on a affaire au régime le plus convenable. En conséquence ils demandaient aux hommes de se répartir par dix et d'élire, par groupe, un représentant à l'assemblée constituante chargée de voter des lois saines dans l'intérêt public ; le trésor et le bétail qu'il détenaient devaient être équitablement répartis et les terres annexées dorénavant seraient tenues pour propriété inaliénable, sinon aux clauses et conditions d'une vente. Ces propositions furent reçues avec force applaudissements. Le jour même, ils se distribuaient en déciles, mais il fallut repousser la réunion des représentants jusqu'à l'édification d'une maison commune. [...] Aux députés réunis, Caraccioli, chargé d'ouvrir la session, fit éloquemment l'éloge de l'ordre et montra qu'il fallait déposer le pouvoir suprême entre les mains d'un chef à qui incomberait de récompenser les actions braves et vertueuses et de punir les vices, conformément aux lois publiques, son seul guide. Ce pouvoir néanmoins ne serait pas conféré à vie, ni à titre héréditaire : on le limiterait à une durée de trois ans, au terme de laquelle la république ferait un nouveau choix ou confirmerait l'ancien ; de cette manière les hommes les plus compétents se relaieraient aux affaires et, leur pouvoir étant bref, nul ne serait tenté d'en abuser. [...] Puis on vota une loi stipulant que l'État devrait se réunir au moins une fois l'an et plus souvent si le Protecteur et son Conseil le jugeaient nécessaire pour le bien commun ; en outre, rien d'important ne devait s'entreprendre sans l'approbation de l'État. [...] Enfin le Protecteur se choisit un Conseil des plus compétents, sans distinction de nation ou de couleur, et l'on entreprit de mêler les diverses langues pour n'en plus avoir qu'une seule.
Néanmoins, Libertalia est une nuit détruite par deux armées malgaches. La population est massacrée, Carracioli est tué et seuls Misson et quelques hommes parviennent à s'enfuir. Avant de retourner aux Amériques, Misson apprend à Tew, alors absent lors du massacre, la destruction de Libertalia. Il disparaît ensuite en mer lors d'une tempête avant de doubler le Cap. Quelque temps plus tard, Tew est tué lors d'un abordage dans le nord de l'océan Indien. Un ancien marin français de Misson, retourné à La Rochelle, aurait alors ramené le manuscrit de son capitaine dans ses effets personnels avant qu'il ne finisse par parvenir à l'auteur.

## Interprétations d'un mythe
Malgré l'indéniable réalité des contacts établis entre les pirates européens et les sociétés littorales malgaches entre les années 1680-1730, tout porte à croire que le récit de Libertalia est une pure fiction. De nombreux chercheurs ont établi, à plusieurs niveaux, sa non-véracité : Michel-Christian Camus a démontré l'incohérence du parcours du capitaine Misson au vu des marqueurs chronologiques identifiables dans le texte ; Anne Molet-Sauvaget, Jean-Michel Racault et Alexandre Audard ont souligné que les descriptions de Madagascar n'étaient pas celles d'un marin connaissant l'île mais correspondaient au contraire à un savant assemblage de différents textes d'époque ; enfin, des historiens tels que Jean-Pierre Moreau ont également rappelé que l'expérience de Libertalia ne s'inscrivait pas dans la dynamique générale de la piraterie, et ce, malgré par exemple la courte existence d'une république dans la Caraïbe.

### Une utopie littéraire attribuée à Daniel Defoe...

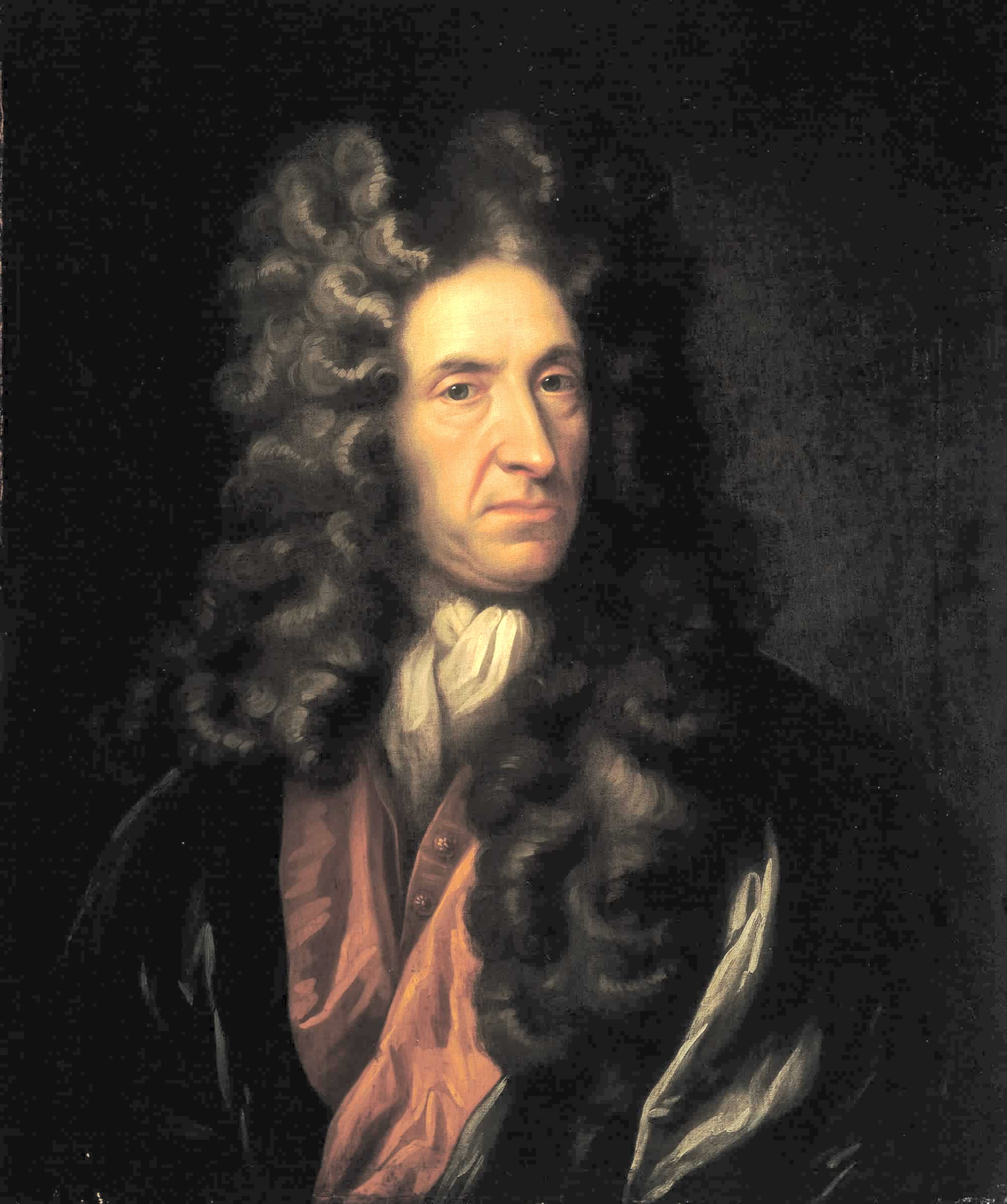
Daniel Defoe (vers 1660-1731), portrait anonyme, XVIIIe siècle (National Maritime Museum de Londres).

Depuis les années 1920, les chercheurs en littérature anglo-saxonne s'accordent sur le fait que Capitaine Charles Johnson serait un nom d'emprunt du célèbre romancier Daniel Defoe, passionné par les pirates et l'île de Madagascar. Selon d'autres, minoritaires, l'auteur ne peut être formellement identifié et pourrait aussi être Nathaniel Mist (en), un journaliste et collaborateur de Daniel Defoe.
Dans le cadre de l'attribution du récit de Libertalia à Daniel Defoe, solidement démontrée, la république de Libertalia s'inscrit dans le genre littéraire des utopies, intimement lié à la Réforme protestante. Le recours à ce lieu littéraire permettait en effet aux protestants persécutés d'imaginer une société idéale et de développer leurs idées. Ainsi, par ce biais, Daniel Defoe, lui-même persécuté un temps pour ses convictions religieuses, aurait imaginé une société idéale dans une région fantasmée du monde afin de critiquer, de manière insidieuse, les institutions de son temps.
Le chercheur Jean-Michel Racault assimile ainsi le personnage du capitaine Misson au protestant français François-Maximilien Misson, par ailleurs éditeur en 1707 du récit de voyage de François Leguat dans l'océan Indien. Plusieurs éléments du récit de Libertalia, tel que le drapeau, semblent d'ailleurs être directement inspirés de ce récit de voyage. Aussi, pour l'historien Alexandre Audard, le prêtre défroqué Caraccioli serait un avatar de Galeazzo Caracciolo, calviniste italien du XVIe siècle dont l'œuvre était très lue dans les milieux protestants fréquentés par Daniel Defoe.
Dès lors, le récit de Libertalia serait donc un texte avant tout symbolique, dont la compréhension s'est perdue au fil du temps, et la république n'aurait donc aucune existence historique.

### ...fantasmée depuis la fin duXIXesiècle
Jusqu'à la fin du XIXe siècle, le récit de Libertalia demeure inconnu et ne fait l'objet d'aucun commentaire. Au moment de la colonisation de Madagascar par la France, le texte commence toutefois à susciter l'intérêt. Pour le colonisateur français, le récit d'un capitaine français ayant fondé dans le passé une république abolitionniste et égalitaire à Madagascar est en effet rapidement, et consciemment, instrumentalisé. Tandis que les universitaires anglo-saxons démontraient l'inexistence de Libertalia, des administrateurs coloniaux et historiens français, tels qu'Hubert Deschamps, publiaient ainsi de nombreux ouvrages pour ancrer le récit comme historiquement vrai.
La diffusion du mythe de la république pirate de Libertalia, alimentée par le regain d'intérêt pour le phénomène de la piraterie depuis les années 2000, trouve de multiples échos dans la culture ou même le tourisme à Madagascar (voir "Libertalia dans l'art et la culture"). Elle a donné naissance à de nouvelles interprétations, souvent politiques et décontextualisées, du récit de Libertalia. Malgré de nombreuses critiques, des universitaires tels que Marcus Rediker ou David Graeber considèrent ainsi que le capitaine Charles Johnson ne serait pas un pseudonyme de Daniel Defoe mais bien le nom d'un véritable marin. Selon eux, la république de Libertalia n'a probablement jamais existé mais serait plutôt la transcription des aspirations politiques profondes des pirates et non de Daniel Defoe.

## Libertalia dans l'art et la culture

### Dans le cinéma
- À l'abordage (titre original : Against All Flags) (1952).

### Dans la littérature
- Henri Vignes, Le pirate au grand cœur, Paris, Casterman, 1958.
- C. V. Terry (pseud. Frank Gill Slaughter), Capitaine Carter (The Deadly Lady of Madagascar), Paris, Presses de la Cité, 1959, traduction de l'anglais par France de Bardy.
- Marc La Boisière (pseud. Hubert Deschamps), Paramour ou le tendre pirate, Paris, Plon, 1963.
- Jean Destieu (pseud. Henri Vignes), Nous étions des pirates : récit d'après le « journal » du capitaine Misson, Paris-Colmar, Alsatia, 1968.
- Thomas Narcejac et Robert de La Croix, Libertalia ou le pirate de Dieu, Paris, éditions France-Empire, 1979.
- William Seward Burroughs, Les cités de la nuit écarlate (Cities of the Red Night), Paris, Christian Bourgeois, 1981, traduction de l'anglais par Philippe Mikriammos ; L'Ombre d'une chance (Ghost of Chance), Paris, Christian Bourgeois, 1998, traduction de l'anglais par Sylvie Durastanti.
- Jean-Marie-Gustave Le Clézio, Le chercheur d'or, Paris, Gallimard, 2013 [1985] ; Voyage à Rodrigues : journal, Paris, Gallimard, 1986.
- Daniel Vaxelaire, Les Mutins de la liberté, Saint-Denis, éditions Orphie, 2010 [1986] ; Bleu nuit ou Les sept vies du moine, Saint-Denis, éditions Orphie, 2014 [1996].
- Nicolas Fargues, Rade Terminus, Paris, Gallimard, 2017 [2004].
- Mikaël Hirsch, Libertalia, Paris, éditions Intervalles, 2015.
- Daniel Giraud, Libertalia, presqu'île de la liberté, L'Isle-sur-la-Sorgue, éditions Le bois d'Orion, 2015.
- Sylvain Pattieu, Et que celui qui a soif, vienne : un roman de pirates, Arles, Actes Sud, 2017 [2016].

### Dans la bande dessinée
- Éric Omond et Olivier Martin, Sang et encre, tome 3 (« Libertalia »), Paris, Delcourt, 2002.
- Marc Omeyer, Olivier Berlion et Pedro Mauro, L'art du crime, tome 3 (« Libertalia, la cité oubliée »), Grenoble, Glénat, 2016.
- Paolo Grella, Rudi Miel et Fabienne Pigière, Libertalia, 3 tomes, Paris, Casterman, 2017-2019.
  - Tome 1 : Le triomphe ou la mort (2017).
  - Tome 2 : Les murailles de l'Éden (2018).
  - Tome 3 : Les Chemins de l'Enfer (2019).
- Vincent Brugeas et Ronan Toulhoat, La République du Crâne, Bruxelles, Dargaud Benelux, 2022.
- Jean-Yves Delitte, La Buse, tome 1 (« La Chasse au trésor »), Grenoble, Glénat, 2022.

### Dans la musique
- Michel Tonnerre, « Opéra pirate Libertalia » dans Une Bordée d'Rimes, Ploërmel, Les oiseaux de papier, 2010, p. 135-151.
- Transpher, Libertalia (Not On Label, 2013).
- Ye Banished Privateers, The Legend of Libertalia (Totentanz, 2014).
- Barbar'O'Rhum, Toutes les routes mènent au rhum (Not On Label, 2016).
- Libertalia est également le nom d'un « groupe folk celtique pirate[19] » français :
  - Haul Away ! (2011).
  - Écumeurs de rêves (2015).
  - Les Anges Noirs de l'Utopie (2022).

Libertalia et néo-libertalia sont des sociétés de production

### Dans les jeux vidéo
- Sea Dogs (Bethesda Softworks, 2000).
- Assassin's Creed IV: Black Flag (Ubisoft, 2013).
- Europa Universalis 4 (Paradox Interactive, 2013).
- Fallout 4 (Bethesda Softworks, 2015).
- Dans le célèbre Uncharted 4 : A Thief's End (Naughty Dog, 2016), Libertalia est la cité recherchée à Madagascar par les deux héros du jeu, Nathan et Samuel Drake.

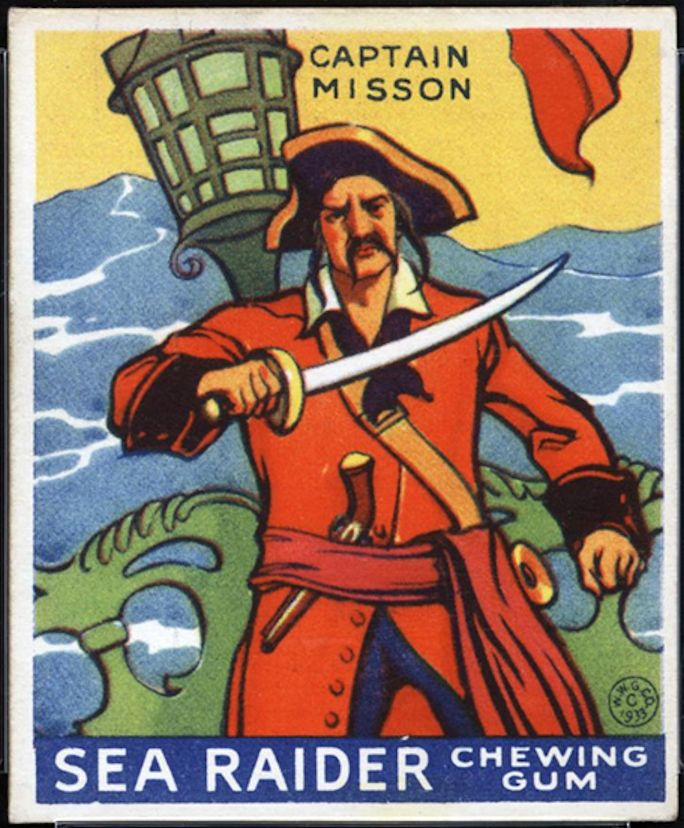
Carte de collection (World Wide Gum Co.) de 1933 représentant le capitaine Misson.

### Dans les jeux de société
- Libertalia (Asmodée, 2012) ; réédité et enrichi sous le nom Libertalia : les vents de Galecrest (Matagot/Stonemaier Games, 2022).
- Cartaventura Odyssée : le trésor de Libertalia (Blam!, 2022).

### Dans les musées et expositions
- Depuis 2008, le Musée des pirates à Antananarivo présente dans son exposition permanente le récit de Libertalia.
- En 2015, l’artiste Mathieu Briand a installé à la Maison rouge l’exposition « Et in Libertalia ego »[21].
- Le circuit Pirate Island, inauguré en 2023 sur l'île Sainte-Marie de Madagascar[22], présente de manière permanente le récit sur l'un de ses panneaux explicatifs.

### Autres
- Libertalia a donné son nom aux éditions Libertalia en 2007.
- Libertalia a été l'appellation d'une marque de bière lancée par les Nouvelles Brasseries de Madagascar (NBM) et disponible sur le marché malgache durant les années 2010.
- Libertalia est enfin le nom de nombreux hôtels, restaurants et bars à Madagascar comme en France.